# Koide Yuta
Yuta Koide (小出 悠太 Koide Yuta, sinh ngày 20 tháng 10 năm 1994) là một cầu thủ bóng đá người Nhật Bản. Anh thi đấu cho Ventforet Kofu.

## Sự nghiệp
Yuta Koide gia nhập câu lạc bộ tại J1 League Ventforet Kofu năm 2017.